# Uomo dell'Isola
A'date (in italiano Uomo dell'Isola) (1770 circa) è stato un condottiero nativo americano.

## Infanzia e prima giovinezza
Uomo-dell’Isola (A’date) nacque attorno al 1770, all’epoca della contesa tra i Teton Dakota e i Kiowa per il possesso dei Black Hills, ed era probabilmente un bambino piccolo all’epoca dello sterminio da parte dei Teton Dakota, nel 1775 o 1780 circa, della banda Kuato dei Kiowa, evento determinante nell’abbandono dei Black Hills. La sua prima gioventù si svolse nel contesto della lunga guerra tra i Kiowa e Kataka, sotto la guida di Lupo Disteso (Gui-k'ati) e di Labbro-di-Lepre (Poliakya), e i Comanche, conclusa nel 1790 circa (quando Uomo-dell’Isola era un giovane guerriero) per dare vita a una pace definitiva e a un'alleanza destinata a reggere a ogni prova successiva, facendo delle due nazioni, pur distinte, un unico blocco.

## Inizio dell'ascesa
Nel 1801 un'epidemia di vaiolo, forse diffusa nelle pianure tramite una spedizione Pawnee di ritorno dal Messico, dimezzò la popolazione delle nazioni stanziate tra il Missouri River e il Golfo del Texas, e anche i Kiowa furono all'incirca dimezzati. Nel 1803, secondo la ricostruzione effettuata dal ten. Zebulon Pike, i Kiowa furono respinti dai Teton Dakota fino alle sorgenti del Platte e dell'Arkansas Rivers, al confine settentrionale del territorio Comanche, trovandosi in stato di guerra con gli stessi Teton, i Pawnee e gli Ute. Nel 1804 la spedizione dei capitani Meriwether Lewis e William Clark ebbe notizia circa la presenza dei villaggi Kiowa situati all'epoca lungo il Padouca Fork del Republican River, incontrando bande Kiowa (stimate, complessivamente, in 140 tepee con 400 guerrieri e circa 1.400 individui) e Kataka (stimata in 25 tepee con 75 guerrieri e circa 400 individui). Nello stesso periodo si affermò come capo principale del popolo Kiowa Casco-di-Penne (Tsonbohon), successore di Lupo Disteso (Gui-k'ati) e Labbro-di-Lepre (Poliakya), e, probabilmente nel decennio 1800’, A’date si affermò come capo di guerra.

## Arrivo delle "Giacche Blu"
Fino agli anni 1820 i Kiowa ebbero rapporti quasi inesistenti con gli Anglo-americani, e solo nel 1820 e nel 1821-1822 alcune spedizioni (magg. Stephen H. Long, cap. John R. Bell, dott. Edwin James; col. Hugh Glenn e Jacob Fowler) raggiunsero i loro villaggi. Nel luglio 1820 la spedizione di. Long, Bell e James nella regione dell'Arkansas River si imbatté in alcuni Kataka, dividendosi per andare alla ricerca dei grandi accampamenti Kiowa (e Kataka), Comanche, Arapaho e Cheyenne lungo l'Arkansas: nel luglio-agosto il gruppo di Bell incontrò alcuni Kiowa e fu condotto a un villaggio di Kiowa e Kataka, Arapaho e Cheyenne restandovi per alcuni giorni, successivamente incontrando bande Cheyenne e Comanche; il gruppo di Long e James, discendendo il Canadian anziché il Red River, si imbatté, alcuni giorni dopo la separazione, in una banda di Kataka, al comando del capo Red Mouse,
Glenn e Fowler, partiti da Fort Smith con 20 uomini per raggiungere le Rocky Mountains, si imbatterono nei Kiowa il 20/11/1821 (o 21/11), presso l'Arkansas River, nell'attuale Pueblo County nel Colorado, e, dopo essere stati aiutati a oltrepassare il fiume ghiacciato, furono ospitati dai Kiowa (guidati dal "capo supremo della nazione", presumibilmente identificabile con Casco-di-Penne [Tsonbohon] o con Uomo-dell'Isola [A'date], con circa 40 tepee), e il 22/11 giunsero anche i Comanche (presumibilmente Yamparika) aumentando il totale a 350 tepee: il 23/11 Glenn e Fowler tennero concilio coi capi Kiowa e Comanche, interessati più che altro a organizzare una spedizione contro gli Osage.
All’inizio del decennio 1820 Uomo-dell'Isola si affermò come capo principale del popolo Kiowa, e successore di Casco-di-Penne, guidando i Kiowa e Kataka nelle incessanti guerre contro gli Cheyenne e Arapaho, contro i Pawnee e gli Osage; Piccola Montagna (Dohasan) e Orso Seduto (Satank) si affermarono come valorosi capi guerrieri e fidati luogotenenti di Uomo-dell'Isola (A’date).

## Massacro di Cutthroat Gap e deposizione di A'date
Nella tarda primavera 1833 gli Osage assalirono, in assenza della maggioranza dei guerrieri, impegnata in una spedizione contro gli Ute, il villaggio di Uomo-dell'Isola presso l'Otter Creek, nella regione del basso corso del Washita River, uccidendo, in un massacro indiscriminato di donne, vecchi, bambini e pochi guerrieri, 150 Kiowa e altri (donne e bambini) conducendone via come prigionieri (dal che il nome Cutthroat Gap poi attribuito alla località) e impadronendosi di uno dei Tai'me (idoli sacri) dei Kiowa: A'date fu destituito dal comando, e sostituito quale capo supremo da Piccola Montagna. Nel giugno 1834 i colonnelli Henry Dodge (1° Dragoni), Stephen Watts Kearney e Henry Leavenworth lasciarono Fort Gibson al comando di una spedizione di 400 dragoni per prendere contatto con i Comanche e i Kiowa: sul Washita River la spedizione si divise, e Dodge e Kearney proseguirono, portando con sé 250 uomini e dando appuntamento a Leavenworth a Cross Timbers; Dodge e Kearney si incontrarono con gli Wichita e poi con i Kiowa (luglio), salvando a stento dai Kiowa alcuni scouts Osage di Fort Gibson, che accompagnavano la spedizione, restituendo una ragazza catturata dagli Osage l'anno precedente a Cutthroat Gap e instaurando buoni rapporti con Piccola Montagna, prima di incontrare il capo dei Comanche settentrionali, Grande Aquila (Tawaquenah); la spedizione rimase con i Kiowa e i Comanche per qualche tempo, prima di tornare (giunta la notizia della morte del col. Leavenworth e di altri 10 o 15 uomini rimasti sul Washita) a Camp Holmes, e poi a Fort Gibson, decimata dalle febbri, ma A’date, probabilmente ormai emarginato, rimase apparentemente estraneo a qualunque contatto con Dodge, Kearney e Leavenworth, così come a qualsiasi rilevante evento successivo.